# Olympische Sommerspiele 1996/Kanu – Vierer-Kajak 1000 m (Männer)
Die Wettkämpfe im Vierer-Kajak über 1000 Meter bei den Olympischen Sommerspielen 1996 fanden vom 30. Juli bis 3. August 1996 auf dem Lake Lanier statt. Olympiasieger wurde der amtierende Weltmeister Deutschland.

## Ergebnisse

### Vorläufe
Die jeweils ersten zwei Boote qualifizierten sich direkt für die Finale, alle weiteren Boote für die Halbfinalläufe.

#### Vorlauf 1
| Rang | Athleten                                                          | Nation             | Zeit         |
| ---- | ----------------------------------------------------------------- | ------------------ | ------------ |
| 1    | Thomas Reineck Mark Zabel Detlef Hofmann Olaf Winter              | Deutschland        | 3:07,908 min |
| 2    | Anatoli Tischtschenko Oleg Gorobi Sergei Werlin Georgi Zybulnikow | Russland           | 3:11,128 min |
| 3    | James Walker Paul Lynch Brian Morton Ramon Andersson              | Australien         | 3:11,752 min |
| 4    | Miguel García Jovino González Emilio Merchán Gregorio Vicente     | Spanien            | 3:14,224 min |
| 5    | Mihai Apostol Renn Crichlow Peter Giles Liam Jewell               | Kanada             | 3:15,208 min |
| 6    | Andrea Covi Enrico Lupetti Ivano Lussignoli Luca Negri            | Italien            | 3:17,144 min |
| 7    | Karel Leština Pavel Mráz Martin Otáhal Jiří Polívka               | Tschechien         | 3:19,868 min |
| 8    | Curt Bader Philippe Boccara Mark Hamilton Cliff Meidl             | Vereinigte Staaten | 3:23,352 min |

#### Vorlauf 2
| Rang | Athleten                                                             | Nation     | Zeit         |
| ---- | -------------------------------------------------------------------- | ---------- | ------------ |
| 1    | Ferenc Csipes Gábor Horváth Attila Adrovicz András Rajna             | Ungarn     | 3:07,517 min |
| 2    | Grzegorz Kaleta Piotr Markiewicz Marek Witkowski Adam Wysocki        | Polen      | 3:10,625 min |
| 3    | Petar Karadschow Petar Merkow Nikolaj Jordanow Georgi Tschojkow      | Bulgarien  | 3:13,165 min |
| 4    | Paw Madsen Mattias Oscarsson Henrik Nilsson Jonas Fager              | Schweden   | 3:13,809 min |
| 5    | Ilfat Gatyatullin Dmitriy Torlopov Andrei Safarjan Sergei Skrypnik   | Kasachstan | 3:15,493 min |
| 6    | Wjatscheslaw Kulida Aleksej Slywynskyj Andrej Borsukow Andrej Petrow | Ukraine    | 3:16,297 min |
| 7    | Morten Ivarsen Mattis Næss Tom Selvik Thomas Roander                 | Norwegen   | 3:17,021 min |
| 8    | Wladimir Kasanzew Konstantin Yashin Anatoli Tjurin Andrey Shilin     | Usbekistan | 3:27,133 min |

### Halbfinalläufe
Die ersten zwei Boote des jeweiligen Halbfinals und der zeitbessere Dritte erreichten das Finale.

#### Halbfinale 1
| Rang | Athleten                                                             | Nation             | Zeit         |
| ---- | -------------------------------------------------------------------- | ------------------ | ------------ |
| 1    | Miguel García Jovino González Emilio Merchán Gregorio Vicente        | Spanien            | 3:00,799 min |
| 2    | Mihai Apostol Renn Crichlow Peter Giles Liam Jewell                  | Kanada             | 3:01,307 min |
| 3    | Petar Karadschow Petar Merkow Nikolaj Jordanow Georgi Tschojkow      | Bulgarien          | 3:01,427 min |
| 4    | Wjatscheslaw Kulida Aleksej Slywynskyj Andrej Borsukow Andrej Petrow | Ukraine            | 3:05,643 min |
| 5    | Karel Leština Pavel Mráz Martin Otáhal Jiří Polívka                  | Tschechien         | 3:06,611 min |
| 6    | Curt Bader Philippe Boccara Mark Hamilton Cliff Meidl                | Vereinigte Staaten | 3:06,855 min |

#### Halbfinale 2
| Rang | Athleten                                                           | Nation     | Zeit         |
| ---- | ------------------------------------------------------------------ | ---------- | ------------ |
| 1    | James Walker Paul Lynch Brian Morton Ramon Andersson               | Australien | 3:01,806 min |
| 2    | Paw Madsen Mattias Oscarsson Henrik Nilsson Jonas Fager            | Schweden   | 3:02,202 min |
| 3    | Andrea Covi Enrico Lupetti Ivano Lussignoli Luca Negri             | Italien    | 3:03,218 min |
| 4    | Morten Ivarsen Mattis Næss Tom Selvik Thomas Roander               | Norwegen   | 3:03,870 min |
| 5    | Ilfat Gatyatullin Dmitriy Torlopov Andrei Safarjan Sergei Skrypnik | Kasachstan | 3:06,850 min |
| 6    | Wladimir Kasanzew Konstantin Yashin Anatoli Tjurin Andrey Shilin   | Usbekistan | 3:11,146 min |

### Finale
| Rang | Athleten                                                          | Nation      | Zeit         |
| ---- | ----------------------------------------------------------------- | ----------- | ------------ |
| 1    | Thomas Reineck Mark Zabel Detlef Hofmann Olaf Winter              | Deutschland | 2:51,528 min |
| 2    | Ferenc Csipes Gábor Horváth Attila Adrovicz András Rajna          | Ungarn      | 2:53,184 min |
| 3    | Anatoli Tischtschenko Oleg Gorobi Sergei Werlin Georgi Zybulnikow | Russland    | 2:53,996 min |
| 4    | Grzegorz Kaleta Piotr Markiewicz Marek Witkowski Adam Wysocki     | Polen       | 2:54,772 min |
| 5    | Miguel García Jovino González Emilio Merchán Gregorio Vicente     | Spanien     | 2:55,884 min |
| 6    | Paw Madsen Mattias Oscarsson Henrik Nilsson Jonas Fager           | Schweden    | 2:55,908 min |
| 7    | Mihai Apostol Renn Crichlow Peter Giles Liam Jewell               | Kanada      | 2:56,664 min |
| 8    | Petar Karadschow Petar Merkow Nikolaj Jordanow Georgi Tschojkow   | Bulgarien   | 2:56,696 min |
| 9    | James Walker Paul Lynch Brian Morton Ramon Andersson              | Australien  | 2:57,560 min |